# Зоровий канал

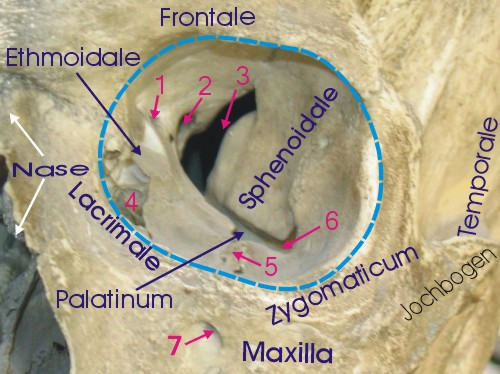
Зоровий канал зі сторони очниці.
1: Решітчастий отвір
2: Зоровий канал
3: Верхня очна щілина
4: Ямка носослізного каналу
5: Підочноямкова борозна
6: Нижня очна щілина
7: Підочноямковий отвір

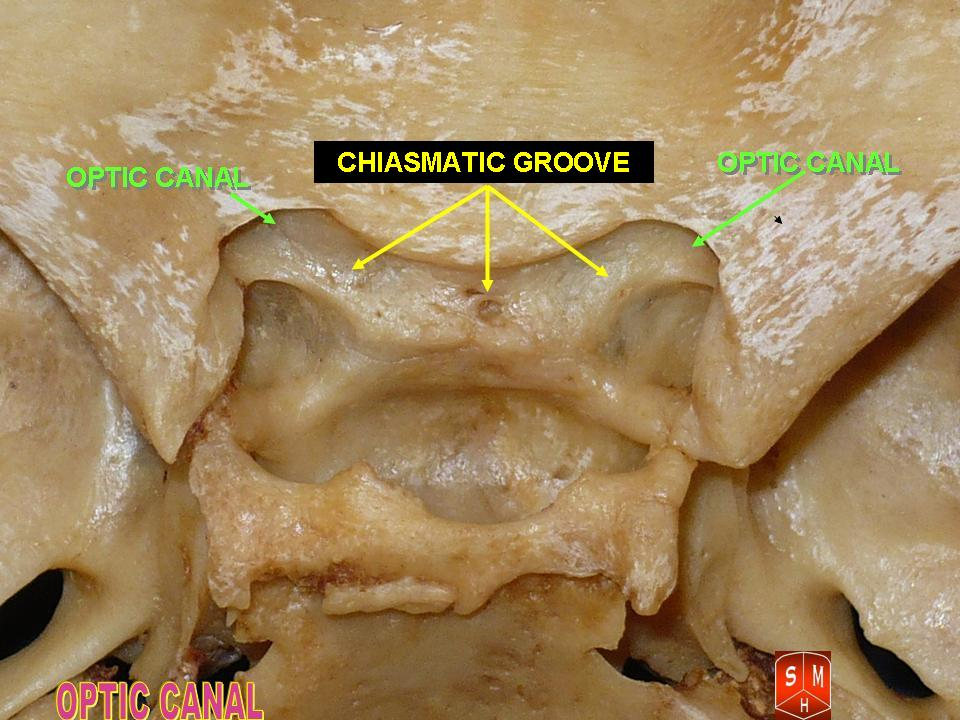
Зоровий канал зі сторони середньої черепної ямки.

Зоровий канал (лат. canalis opticus) — відносно короткий кістковий канал, який сполучає очницю з середньою черепною ямкою. Через нього проходять зоровий нерв (n. opticus, II пара черепно-мозкових нервів, несе інформацію від сітківки в головний мозок), очна артерія (a. ophtalmica, перша велика гілка внутрішньої сонної артерії; кровопостачає око і навколишні структури) та симпатичні нервові волокна, які супроводжують артерію.
Канал парний, проходить через малі крила клиноподібної кісти. Позаду і зверху каналу знаходиться зорова хіазма. Лівий і правий зорові канали віддалені один від одного в середньому на 30 мм в передній частині і на 25 мм в задній. Найвужча частина каналу знаходиться спереду.
Зоровий нерв розташовується в каналі досить щільно і при черепно-мозкових травмах існує ризик його пошкодження.